# Lokrovec
Lókrovec je naselje ob severnem robu Celja.

## Prebivalstvo
Etnična sestava 1991:
- Slovenci: 245 (94,2 %)
- Hrvati: 1
- Nemci: 1
- Neznano: 13 (5 %)